# Zambo

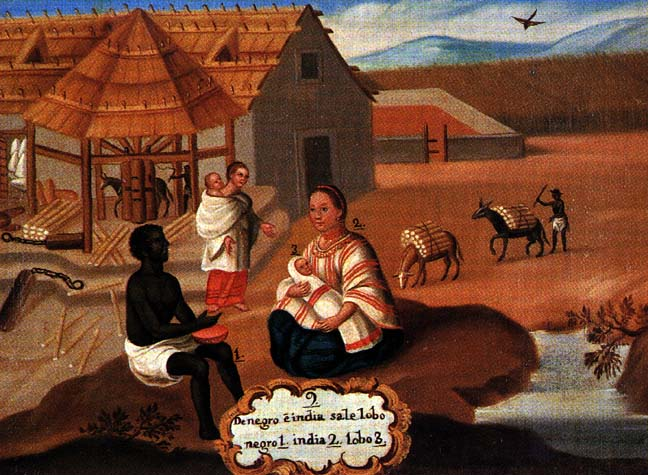
Schilderij van een zambo

Een zambo (ook wel lobo in Mexico, cafuzo in Brazilië, garifuna in Honduras en Belize) is iemand uit Latijns-Amerika van gemengde Afrikaanse en Indiaanse afkomst. De vrouwelijke vorm is zamba (niet te verwarren met de afro-Braziliaanse sambamuziek en -dans, of met de Argentijnse zambavolksdans).
In het koloniaal Latijns-Amerika hanteerden de Spanjaarden een systeem van zestien castas (spaans voor kaste). Het is een vorm van rassensegregatie in de taal, op basis van etnische achtergrond. De term lobo of zambo verwees oorspronkelijk naar een kind van één Afrikaanse en één Indiaanse ouder, of de kinderen van twee zambo-ouders. Er waren dus nog meer termen in gebruik voor personen van gemengd Afrikaans/Indiaanse afkomst - in andere verhoudingen dan de 1:1 van de zambo. Bijvoorbeeld de cambujo, een mix van zambo en Indiaans. Tegenwoordig verwijst zambo naar alle mensen die, in welke verhouding dan ook, zowel een Afrikaanse als Indiaanse afkomst hebben. 

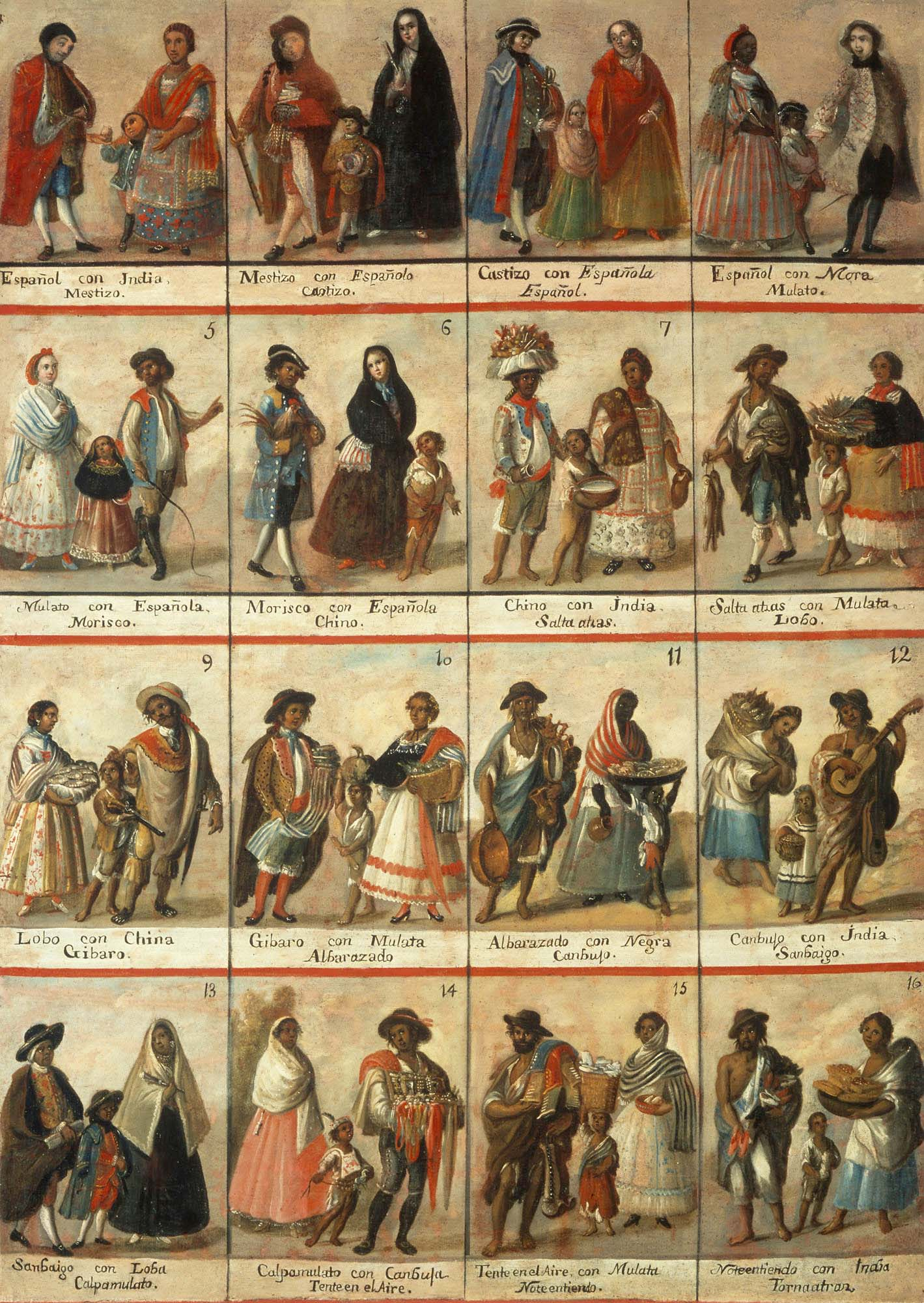
De zestien castas in Mexico

## Sambo
Vanaf het begin van de achttiende eeuw was Sambo een veel voorkomende roepnaam onder Afro-Amerikanen in de Verenigde Staten. Mogelijk is de term zambo of de naam Sambo ook Afrikaans van oorsprong (Hausa-taal in West-Afrika). In de Engelstalige landen werd sambo na de afschaffing van de slavernij steeds vaker gebruikt ter stereotypering van een zwart persoon en kreeg het een negatieve connotatie. De term verwierf bekendheid door het kinderboek The Story of Little Black Sambo uit 1899 door Helen Bannerman, in het Nederlands vertaald als Sambo, het kleine zwarte jongetje. Hierin ontsnapt een stereotypisch zwart jongetje aan een horde hongerige tijgers. Sambo wordt als een beledigende term gezien; door de racistische connotatie is het in de taboesfeer beland. 